# Goudsnip
De goudsnip ( Rostratula benghalensis ) is een steltloperachtige uit de familie van de goudsnippen (Rostratulidae).

## Kenmerken
Deze middelgrote vogel is opvallend gekleurd met een opvallende witte vlek rondom het oog. Het vederkleed van de geslachten is verschillend. De lichaamslengte bedraagt 23 tot 28 cm en het gewicht 90 tot 200 gram.

### Leefwijze
Ze zijn erg schuw en leven vooral in dichte vegetatie. Ze zijn actief van zonsondergang tot zonsopgang. Om aan voedsel te komen, doorwoelen ze het slik met hun snavels. Hun vlieggedrag is zwak en fladderend, met neerbungelende poten.Hun voedsel bestaat voornamelijk uit wormen, schaaldieren, insecten en sommige zaden.

### Voortplanting
Vroeg in het broedseizoen voert het vrouwtje met zacht krassende roep een baltsvlucht boven haar territorium uit. Ze paart soms met verschillende mannetjes, elk van de mannetjes broedt een legsel uit en voedt de jongen op. Het vrouwtje is dan weer op zoek naar een andere partner. Het nest bestaat uit een laag plantaardig materiaal op een hoopje, te midden van moerasvegetatie.

## Verspreiding en leefgebied
Deze soort komt voor in recent overstroomde zoetwatermoerasgebieden van Afrika, Midden- en Oost-Azië en Noord- en Oost-Australië.

## Status
De goudsnip heeft een enorm groot verspreidingsgebied en daardoor alleen al is de kans op de status  kwetsbaar (voor uitsterven) gering. De grootte van de populatie werd in 2006 geschat op 36 duizend tot één miljoen individuen. Dit aantal loopt achteruit. Echter, het tempo ligt onder de 30% in tien jaar (minder dan 3,5% per jaar). Om deze redenen staat de goudsnip als niet bedreigd op de Rode Lijst van de IUCN.